# Ratero (película)
 Ratero es una película de comedia, drama, suspenso y acción mexicana de 1979, dirigida por Ismael Rodríguez y protagonizada por Roberto «El Flaco» Guzmán, Alma Delfina, Carmen Salinas, Lilia Prado, Antonio Espino «Clavillazo» y José Ángel Espinoza «Ferrusquilla». Esta película está inspirada en un cuento breve de Armando Ramírez.

## Sinopsis
Solovino se llama así porque nadie sabe de dónde vino. Es un hombre de provincia miserable que intenta mejorar su vida, pero se ve obligado a robar para sobrevivir. Cuando se le ocurre una gran recompensa por joyas, un par de policías le ofrecen su libertad a cambio de la recompensa y se convierte en el objetivo del acoso policial.

## Reparto
- Roberto «El Flaco» Guzmán como Solovino
- Alma Delfina como Lolita
- Carmen Salinas como La Llorona
- Víctor Alcocer como Ingeniero Villa Plana
- Antonio Espino «Clavillazo» como El Loco Lucas
- José Ángel Espinoza «Ferrusquilla» como El Profe
- Carlos Leon
- Enrique Lucero como «El Gallo Chacharero»
- Octavio Menduet
- Francisco Müller como Preso, compadre de Solovino
- Margarita Narváez «La Fufurufa» como Conejita
- Luis Manuel Pelayo como Agente Huitrón
- Lilia Prado como Paquita
- Rodrigo Puerta
- David Reynoso como Director y General de la policía
- Carlos Riquelme como Licenciado Gavilán
- Ismael Rodríguez Jr.
- Cuitláhuac Rodríguez Cui como El Pollo, nieto del Gallo
- Emma Roldán como Madre del Loco Lucas
- Marcelo Villamil
- Gerardo Zepeda «Chiquilín» como Agente Buenrostro